# 1311
Пізнє Середньовіччя •  Реконкіста •  Ганза •  Монгольська імперія

## Геополітична ситуація
Андронік II Палеолог є імператором Візантійської імперії (до 1328). Генріх VII Люксембург є королем Німеччини (до 1313). У Франції править Філіп IV Красивий (до 1314).
Апеннінський півострів розділений: північ належить Священній Римській імперії, середню частину займає Папська область, південь належить Неаполітанському королівству. Деякі міста півночі: Венеція, Піза, Генуя тощо, мають статус міст-республік.
Майже весь Піренейський півострів займають християнські Кастилія (Леон, Астурія, Галісія), Наварра, Арагонське королівство (Арагон, Барселона) та Португалія, під владою маврів залишилися тільки землі на самому півдні. Едуард II став королем Англії (до 1327), а королем Данії є Ерік VI (до 1319).
Руські землі перебувають під владою Золотої Орди. Галицько-Волинське князівство очолюють Лев Юрійович та Андрій Юрійович, Михайло Ярославич править у Володимиро-Суздальському князівстві (до 1318).
Монгольська імперія займає більшу частину Азії, але вона розділена на окремі улуси, що воюють між собою. У Китаї, зокрема, править монгольська династія Юань. У Єгипті владу утримують мамлюки. Мариніди правлять у Магрибі. Делійський султанат є наймогутнішою державою Північної Індії, а на півдні Індії панують держава Хойсалів та держава Пандья. В Японії триває період Камакура.
Цивілізація мая переживає посткласичний період. Почала зароджуватися цивілізація ацтеків.

## Події
- Король Німеччини Генріх VII Люксембург продовжив свій італійський похід. У Мілані його короновано королем Італії. Водночас на півночі Італії розпочалася збройна боротьба проти нього. Війська Генріха VII взяли Кремону, Брешію, Бергамо та інші міста. У жовтні німецький король захопив Геную.
- Папа Климент V скликав В'єннський собор у присутності короля Франції Філіпа IV Красивого. Собор постановив, що вину тамплієрів неможливо довести, але через втрату репутації орден офіційно розпущено.
- Суд над покійним папою Боніфацієм VIII, влаштований королем Філіпом IV Красивим, завершився нічим.
- Каталанська компанія завдала поразки військам Готьє де Брієнна у битві біля Кефісси. Каталонці заволоділи Афінським герцогством.
- Комітет із 21 англійського барона прийняв список постанов, що обмежували владу короля Едуарда II.
- Завершилося будівництво Лінкольнського собору, шпиль якого був найвищою спорудою в світі.